# Jeziorki (powiat sejneński)
Jeziorki – wieś w Polsce położona w województwie podlaskim, w powiecie sejneńskim, w gminie Krasnopol.
| SIMC    | Nazwa            | Rodzaj    |
| ------- | ---------------- | --------- |
| 0760840 | Budzisko         | część wsi |
| 0760857 | Jeziorki Małe    | część wsi |
| 0760863 | Jeziorki Wielkie | część wsi |

Wieś królewska ekonomii grodzieńskiej położona była w końcu XVIII wieku  w powiecie grodzieńskim województwa trockiego. W latach 1975–1998 miejscowość należała administracyjnie do województwa suwalskiego.